# Quyền Anh tại Đại hội Thể thao Đông Nam Á 1983
Quyền Anh tại Đại hội Thể thao Đông Nam Á năm 1983 diễn ra từ 30 tháng 5 đến 3 tháng 6 năm 1983 tại Singapore University Gymnasium, Singapore . Các vận động viên tham gia thi đấu theo hệ thống 12 hạng cân từ Pinweight đến Heavyweight.
Đoàn Thái Lan và Philippines cùng giành được 4 tấm huy chương vàng tại môn Quyền Anh.

## Tóm tắt kết quả
| Hạng cân           | Vàng               | Bạc                  | Đồng                            |
| ------------------ | ------------------ | -------------------- | ------------------------------- |
| Pinweight          | Nelson Jamili      | Wahab Bahari         | Kyaw Han N. Subramaniam         |
| Light-flyweight    | Johny Asadoma      | Wansuradej Hayedoror | Leopoldo Serantes Myint Soe Lay |
| Flyweight          | Efren Tabanas      | M. P. Kathirasan     | Mohammad Nasori Adi Duraman     |
| Bantamweight       | Wanchai Pongsri    | Tang Leong Kok       | Wan Sapulette                   |
| Featherweight      | Leopoldo Cantancio | Sukum Nobrom         | Zaini Rahman R. Rathakrishnan   |
| Light-welterweight | Dhawee Umponmaha   | Adi Suwandana        | Ng Tong Chye Patticio Gnapi     |
| Welterweight       | Sumruay Mongsont   | Mohammad Mukhlis     | Francisco Lisboa                |
| Lightweight        | Zaw Latt           | Mika Tobing          | Rahon Sunagkamernd Thomas Lim   |
| Light-middleweight | Raymond Suioo      | Boonthan Silakorn    | Minarto Yusof Ismail            |
| Middleweight       | Jonas Giay         | Charlee Maluleen     | Ismail Ali                      |
| Light-heavyweight  | Punya Sornnoj      | K. Krishnan          | Edward Atarin Amarjit Singh     |
| Heavyweight        | Ludewig Akwan      | Anan Inkarnkat       |                                 |

## Bảng huy chương
| Hạng               | Đoàn               | Vàng | Bạc | Đồng | Tổng số |
| ------------------ | ------------------ | ---- | --- | ---- | ------- |
| 1                  | Thái Lan (THA)     | 4    | 5   | 1    | 10      |
| 2                  | Philippines (PHI)  | 4    | 0   | 2    | 6       |
| 3                  | Indonesia (INA)    | 3    | 3   | 5    | 11      |
| 4                  | Myanmar (MYA)      | 1    | 0   | 2    | 3       |
| 5                  | Singapore (SIN)    | 0    | 4   | 4    | 8       |
| 6                  | Brunei (BRU)       | 0    | 0   | 4    | 4       |
| 7                  | Malaysia (MAS)     | 0    | 0   | 1    | 1       |
| Tổng số (7 đơn vị) | Tổng số (7 đơn vị) | 12   | 12  | 19   | 43      |